# R.W.A. Thurkow
Rudolf Wilhelm Anne Thurkow (Paramaribo, 7 augustus 1916 – aldaar, april 1968) was een Surinaams politicus en bestuurder.
Na enige tijd in Haarlem en Den Haag te hebben gewoond, verhuisde Thurkow in 1937 naar Utrecht waar hij Indisch recht ging studeren aan de Rijksuniversiteit Utrecht en waar hij in 1938 zijn kandidaatsexamen haalde. In 1950 studeerde hij daar af waarna hij Nederlands recht ging studeren; eerst in Utrecht en later aan de Rijksuniversiteit Leiden waar hij in 1953 afstudeerde. Daarna keerde hij terug naar Suriname.
In april 1957 werd hij, zonder te behoren tot een politieke partij, minister van Justitie en Politie als indirecte opvolger van de KTPI'er Ashruf Karamat Ali die ontslag had genomen omdat deze beschuldigd werd van het afleggen van onjuiste verklaringen in het vooronderzoek naar de gearresteerde Iding Soemita. Begin september van dat jaar, dus nog geen half jaar later, nam Thurkow vanwege gezondheidsredenen zelf ontslag waarna Fons Faverey, de minister van Volksgezondheid, diens functie erbij kreeg. Thurkow werd directeur van het Surinaamse departement van Binnenlandse Zaken wat hij zou blijven tot april 1968 toen hij op 51-jarige leeftijd overleed aan een hartaanval.